# Inna Puhajková
Inna Puhajková (* 2. března 1986, Rivne, Sovětský svaz, nyní Ukrajina) je česká moderátorka, modelka a iMiss 2004 ukrajinského původu.

## Osobní život
Její matka je dcerou Volyňských Čechů, otec je Ukrajinec. Na počátku 90. let přišli do Česka.
Její přítel byl český hokejista Jaromír Jágr, se kterým dlouhá léta žila.

## Vzdělání a kariéra
V roce 2002 si zahrála v amatérském seriálu (Parťáci S.R.O.) sestru Tomáše Magnuska.
Studovala na Střední policejní škole Ministerstva vnitra v Praze, kde v roce 2006 maturovala. Tři roky strávila v USA a poté i v Rusku. Mluví plynně anglickým i ruským jazykem. V roce 2013 studovala ve 3. ročníku na Vysoké škole finanční a správní v oboru Marketingová komunikace, ale dosud (duben 2025) není uvedena mezi absolventy VŠFS.
Od listopadu 2012 pracuje jako sportovní reportérka u televizní stanice TV Nova. Od února 2013 pracuje také jako moderátorka Sportovních novin a v roce 2018 začala moderovat zpravodajskou relaci TN2 na Nova 2 ve 22:00.